# 四川地震 (2013年)

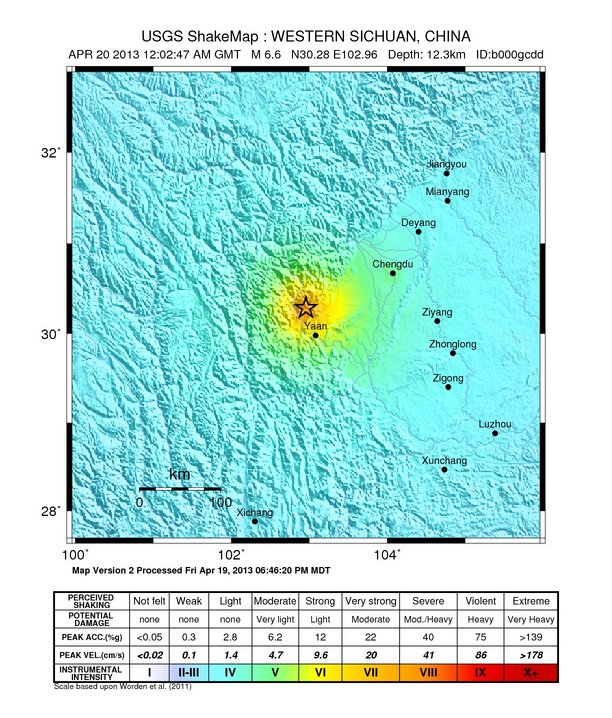
震度分布図（USGSによる）

四川地震（しせんじしん）とは、2013年4月20日8時2分頃（CST）、中華人民共和国四川省雅安市芦山県竜門郷で起きた地震である。「中国四川地震」「中国四川省地震」「四川省地震」とも呼ばれる。現地では「雅安地震」「芦山地震」の呼称も用いられている。

## 地震活動の詳細
四川省地域のプレートテクトニクスについては四川大地震の当該項目を参照
2008年に起きた四川大地震も今回の地震も龍門山断層帯で発生した。しかし、四川省地震局工程地震研究院の周栄軍院長は「2008年の余震ではなく、独立した地震」との見方を示した。
名古屋大学地震火山研究センターは、アメリカ地震観測網(IRIS、Incorporated Research Institution for Seismology) のデータを利用し以下のように解析した。
- 地震モーメント : Mo = 2.1 * 1019 Nm (Mw = 6.8)
- 破壊継続時間（主破壊） : T = 10 s
- 深さ : H = 14 km

### 余震
M3.0以上の余震は22日までに90回以上起きている（中国地震局より）。最大の余震はM5.4の地震だった。

## 被害
四川省地震局によると、20日午後5時40分（UTC+9）までに113人が死亡した。
20日21時00分（JST=UTC+9）迄、死者は156人、負傷者は5878人、重傷者は390人に増えた。
21日午後3時00分（JST=UTC+9）まで、死者は186人、行方不明者は21人、負傷者は11248人、重傷者は852人に増えた。
22日午後4時00分までに死傷者は、1000人超。
中国青年報は四川大地震の後に建てられた建築物の多くが損壊したとして「教訓が生かされていない」と指摘。